# 何塞·罗德里格斯 (水球运动员)
何塞·罗德里格斯（西班牙語：José Rodriguez，1967年6月17日—），生于巴塞罗那，西班牙男子水球运动员。他曾代表西班牙国家队参加1988年夏季奥林匹克运动会水球比赛，获得第6名。